# Ildefonso Bonells Rexach
Ildefonso Bonells Rexach (Barcelona, 22 de enero de 1867-Alicante, 1934) fue un arquitecto español.
Se tituló como arquitecto en la Escuela de Barcelona en 1890. En 1904 entró al servicio del Castastro, ejerciendo como arquitecto en Huesca, Peñaranda y Sevilla. En 1910 se instaló en Valencia, de donde se trasladó en 1913 a la delegación de Hacienda de Alicante, siendo Arquitecto Jefe en el año 1926. Durante estos años también fue arquitecto de la Diputación de Alicante y miembro de la Comisión Provincial de Monumentos desde 1922, y posteriormente, decano de los arquitectos de la ciudad. En Alicante reformó y diseño edificios de viviendas en estilo casticista, además proyectar las escuelas de primera enseñanza de Muchamiel y Benisa, así como el barrio "El Progreso" de Elda.